# Софія Мекленбурзька (1481—1503)
Софія Мекленбурзька (нім. Sophie von Mecklenburg; до 18 грудня 1481 — 12 липня 1503) — мекленбурзька принцеса з Мекленбурзького дому, донька герцога Мекленбургу Магнуса II та померанської принцеси Софії, дружина саксонського принца Йоганна, мати курфюрста Саксонії Йоганна Фрідріха I.

## Біографія
Народилась до 18 грудня 1481 року. Була третьою дитиною та другою донькою в родині герцога Мекленбургу Магнуса II та його дружини Софії Померанської. Мала старшого брата Генріха та сестру Доротею. Згодом сімейство поповнилося синами Еріком та Альбрехтом й доньками Анною та Катаріною.

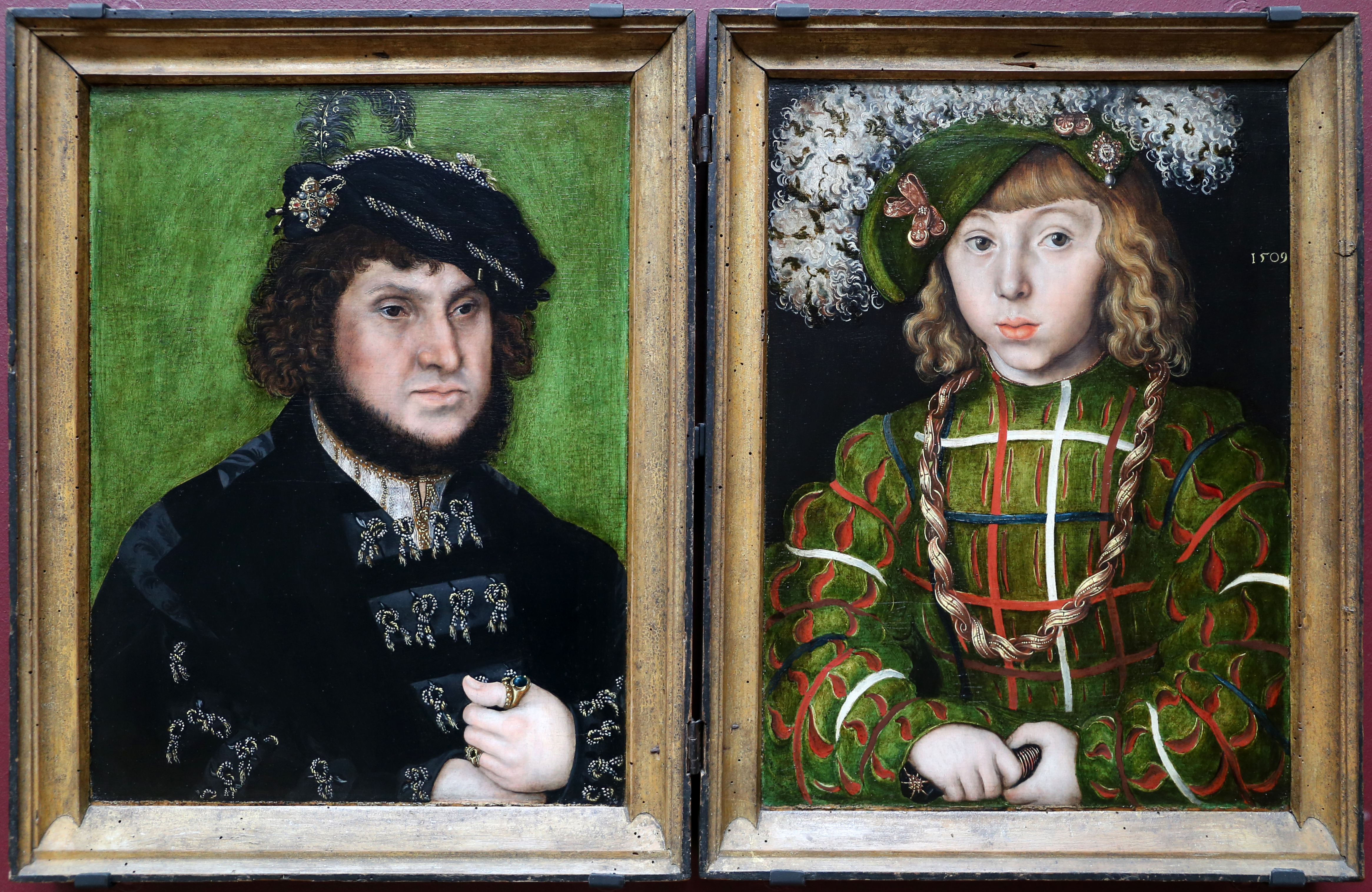
Портрет Йоганна Саксонського та Йоганна Фрідріха, 1509, Національна галерея (Лондон)

У віці 18 років була видана заміж за 31-річного саксонського принца Йоганна, молодшого брата та співправителя правлячого курфюрста Фрідріха III. Курфюрст був зацікавлений у союзі з Мекленбургом та збереженні династії, оскільки сам брати шлюбу не бажав. Брати поділяли любов до показової пишності, лицарських турнірів і полювання, а також щедрість у покровительстві науці та мистецтвам. Йоганн відзначався більшою грубістю, і, разом з тим, привітністю. Весілля пройшло 1 березня 1500 в Торгау і стало великою подією. На святкуванні у замку Гартенфельс були присутніми 10 000 гостей. У подружжя народився єдиний син Йоганн Фрідріх (1503—1554) — курфюрст Саксонії у 1532—1554 роках, був одружений з Сибіллою Клевською, мав чотирьох синів.

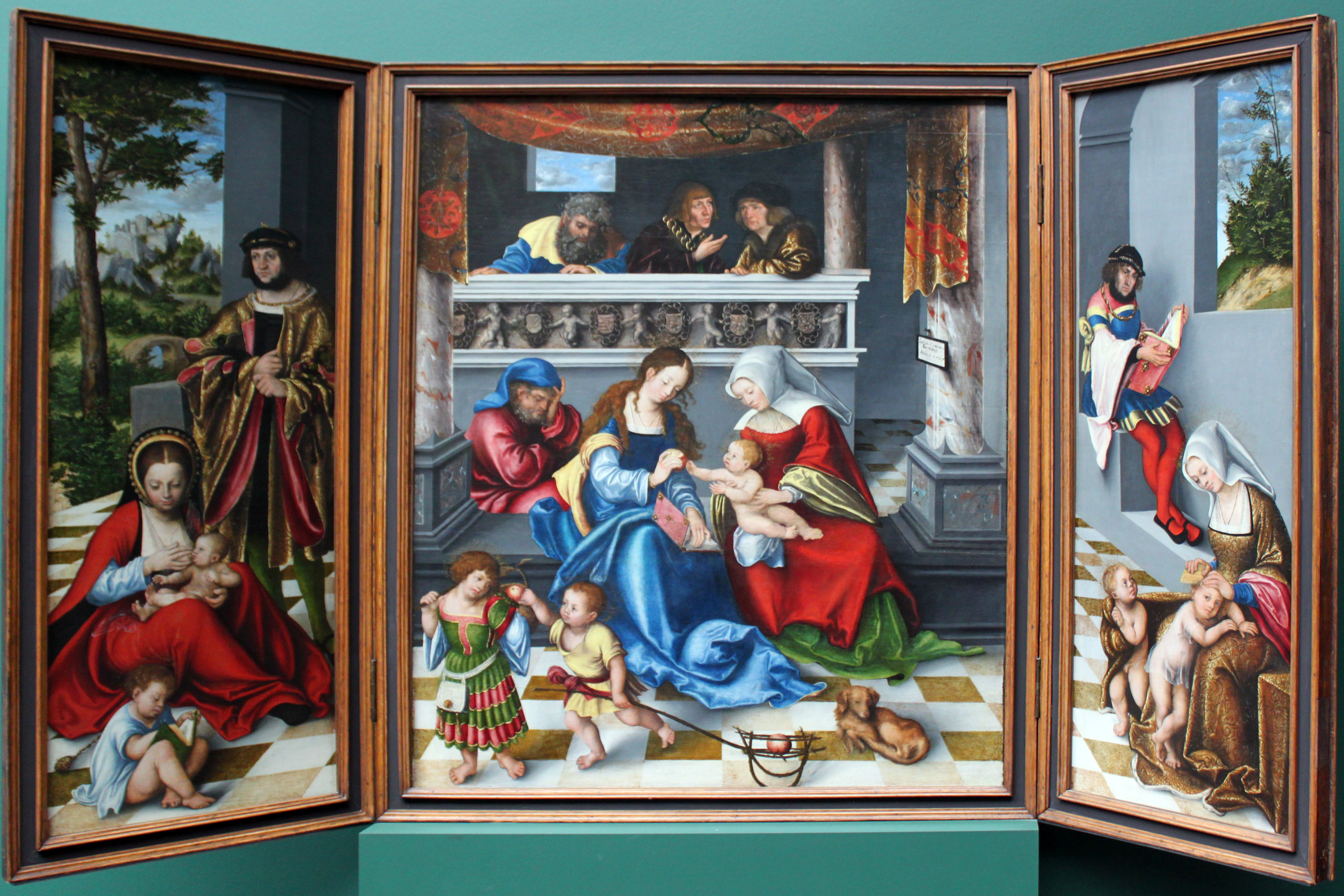
Вівтар Торгау

За два тижні по народженню сина, 12 липня 1503, Софія пішла з життя. Була похована у церкві Святої Марії в Торгау. У 1504 році на могилі була встановлена бронзова плита із зображенням принцеси у повний зріст, виконана Петером Фішером-старшим у Нюрнберзі за проектом Якопо де Барбарі. Наразі доступ до неї відкритий.
18 липня 1505 року у Марієнкірхе був відкритий вівтар, споруджений на честь Софії її удівцем та його братом-курфюрстом. Вівтар, розписаний Лукасом Кранахом-старшим, присвячений Святій Анні та Чотирнадцяти святим помічникам. Триптих, який зараз експонується у Штеделівському художньому інституті у Франкфурті і відомий як вівтар Торгау, зазвичай вважається вказаним вівтарем Софії. Інша картина Кранаха, компактне зображення Чотирнадцяти святих помічників, залишилася в Торгау і тепер знаходиться за могилою принцеси.